# Europäische Bulldoggfledermaus
Die Europäische Bulldoggfledermaus (Tadarida teniotis) ist die einzige in Europa heimische Art aus der Familie der Bulldoggfledermäuse (Molossidae). Sie ist in Südeuropa und Nordafrika rund um das Mittelmeer sowie auf den Kanarischen Inseln verbreitet. Sie bevorzugt gebirgige Regionen mit Schluchten und Felswänden, kommt aber auch in Ortschaften vor. In den französischen Alpen findet man sie bis zu einer Höhe von 1923 Meter NN. 

## Merkmale
Mit einer Körpergröße von 81 bis 92 Millimeter und einem Gewicht von 25 bis 50 Gramm gehört die Europäische Bulldoggfledermaus zu den größten Fledermäusen Europas. Das Fell der Tiere ist sehr kurz und weich, in der Farbe bräunlich schwarzgrau bis rauchgrau, unterseits etwas heller. Die Ohren, die Schnauze und die Flughäute sind schwarz bis schwarzgrau. Die Jungtiere sind etwas heller gefärbt als die ausgewachsenen Fledermäuse. Aufgrund ihrer großen Ohren, die nach vorn die Augen und das Gesicht überragen, sowie der 5-faltigen Oberlippe, die ihnen den Namen eingebracht haben, ist sie unverwechselbar. Der hintere Ohrrand ist verbreitert und in Augenhöhe mit einem fast viereckigen und auffallenden Antitragus ausgestattet. Die Nasenlöcher weisen nach vorn.
Die Flügel der Art sind sehr schmal und lang ausgebildet, die Spannweite beträgt etwa 410 mm. Die Armflughaut reicht bis zur Ferse und setzt dort an. Der 44 bis 57 mm lange Schwanz ragt zu einem Drittel bis zur Hälfte aus der kurzen Schwanzflughaut hervor und wird zum Tasten genutzt. Der Sporn besitzt kein Epiblema. Die Beine sind kräftig und können zum Laufen und Klettern eingesetzt werden.
Auffällig ist der Geruch der Tiere; sie riechen intensiv nach einer Mischung aus Lavendel und Bisam.

## Verbreitung und Lebensraum

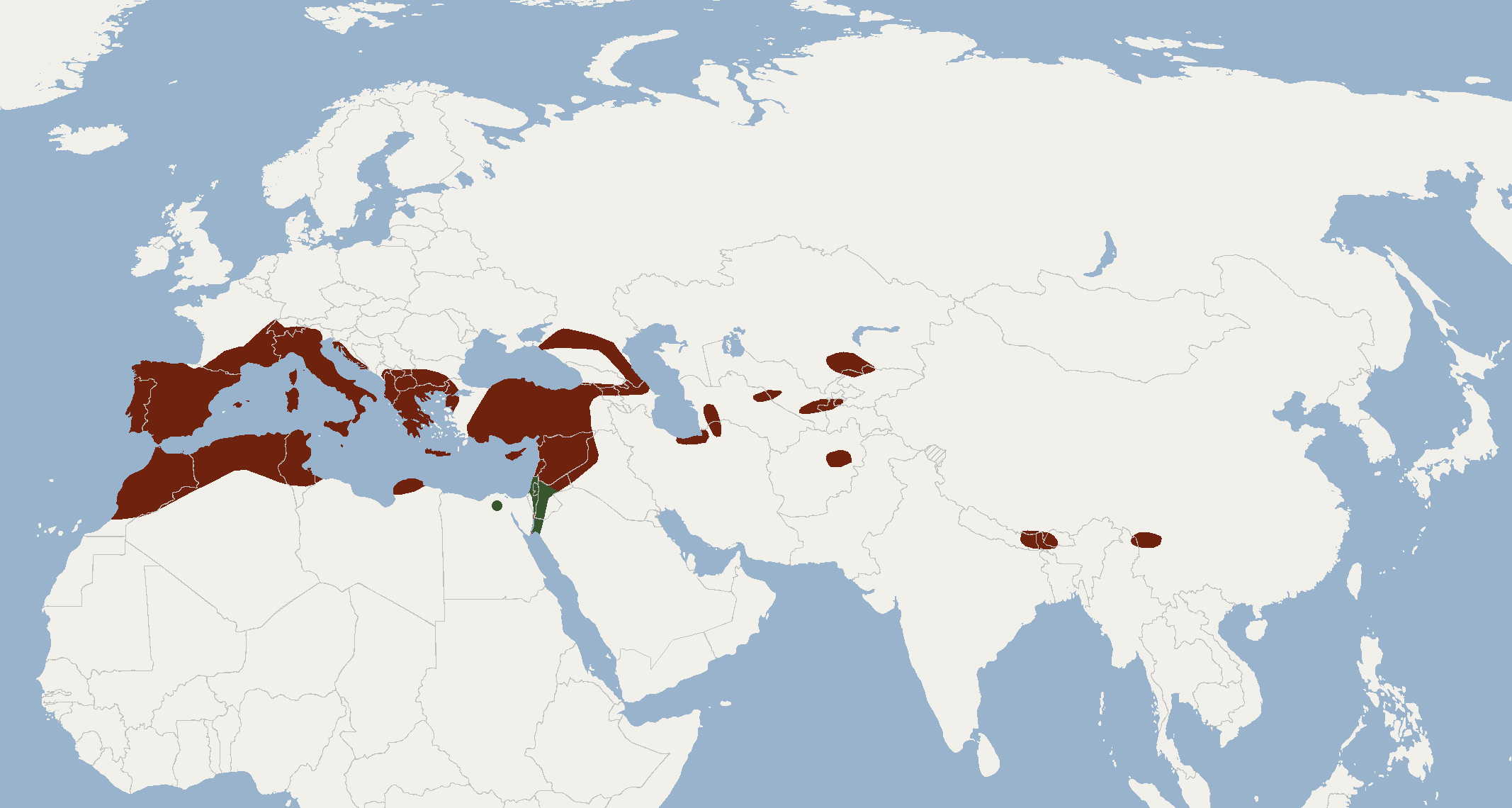
Verbreitungsgebiet der Nominatform T. t. teniotis (braun) und der Unterart T. t. ruepellii (grün)

Das Verbreitungsgebiet der Europäischen Bulldoggfledermaus umfasst Südeuropa von der Iberischen Halbinsel über Südfrankreich, Italien und den Balkan bis in die Türkei und von dort weiter bis auf die Arabische Halbinsel. Außerdem kommt sie an großen Teilen der nordafrikanischen Mittelmeerküste von Marokko bis Ägypten und auf den meisten Mittelmeerinseln vor. Neuerdings wurde sie auch in einer Grotte bei Zirl in Tirol entdeckt.
Die Fledermaus ist vor allem in felsigen Lebensräumen im Gebirge oder im Bereich von Uferfelsen zu finden, kommt aber auch in Ortschaften vor. Die höchsten Nachweise lagen in den französischen Alpen in einer Höhe von 1923 Metern am Col de Bretolet. Die Sommerquartiere finden die Tiere in Felsspalten, an Höhlendecken oder in Spalten an Gebäuden. Auch die Winterquartiere liegen in Höhlen und Felsspalten.

## Systematik
Die Europäische Bulldoggfledermaus ist die einzige europäische Art der Bulldoggfledermäuse (Molossidae) und der Gattung Tadarida, von der in tropischen Gebieten weitere sieben Arten existieren. Dabei kommt in Europa nur die Nominatform Tadarida teniotis teniotis vor, während auf der Arabischen Halbinsel und in Ägypten die Unterart Tadarida teniotis rueppellii verbreitet ist.